# Švédská invaze do Polska
Švédská invaze do Polska (polsky Potop szwedzki, dosl. Švédská povodeň či Švédská krvavá potopa apod., litevsky Švedų tvanas) je označení několika invazí armád sousedních mocností na území Polsko-litevské unie ve druhé polovině 17. století.

## Vymezení pojmu
Pojem částečně zahrnuje rusko-polskou válku letech 1654 až 1667, ale především souběžně probíhající polsko-švédskou válku mezi lety 1655 a 1660, zvanou druhá severská válka.
V tomto období bylo Polsko-litevské království vystaveno četnými invazím nepřátelských armád. Bitvy a následná rabování i devastace rozsáhlých oblastí a měst během této „krvavé potopy“ měly pro Polsko-Litevsko ničivý dopad, stejně jako třicetiletá válka pro Svatou římskou říši.
V užším smyslu se výraz Potop týká pouze invaze Švédů a jejich spojenců v polsko-švédské válce v letech 1655 až 1660. Poláci, méně často pak Litevci, tuto epizodu svých dějin označují za „švédskou povodeň“ (polsky Potop szwedzki a litevsky Švedų tvanas).
Název byl obzvláště zpopularizován díky stejnojmennému románu nositele Nobelovy ceny Henryka Sienkiewicze, který se odehrává v letech 1655 až 1656 a je druhou částí jeho „Polské trilogie“. 
Filmová adaptace Jerzyho Hoffmana z roku 1974 (s Danielem Olbrychskim v jedné z hlavních rolí) je považována za jednu z nejlepších polských literárních adaptací. Film získal hlavní cenu na prvním polském filmovém festivalu v Gdaňsku. 